# Yongding He
Yongding He (chiń. upr. 永定河; pinyin Yǒngdìng Hé) – rzeka we wschodnich Chinach. Powstaje z połączenia rzek Yang He i Songgan He w sztucznym zbiorniku wodnym Guanting Shuiku koło Huailai. Długość rzeki wynosi 241 km. Koło Tiencinu łączy się z systemem kanałów i tworzy rzekę Hai He.